# Lijst van vlaggen van voormalige Belgische gemeenten
Dit is een lijst van vlaggen van voormalige Belgische gemeenten, die door de gemeentefusie van 2025 en van 2019 ophielden te bestaan als zelfstandige gemeente. Onderaan de pagina worden ook vlaggen weergegeven van voormalige gemeenten vóór 1983 en eerder.
Door onder een vlag op 'Vlag van' te klikken, gaat u naar het artikel over de betreffende vlag. Door op de naam van de gemeente te klikken, gaat u naar het artikel over de betreffende gemeente.

## Voormalige gemeenten tot 2025

Vlag van Bertogne[1]
Vlag van Beveren
Vlag van Bilzen
Vlag van Borgloon
Vlag van Borsbeek
Vlag van De Pinte
Vlag van Galmaarden
Vlag van Gooik
Vlag van Ham
Vlag van Herne
Vlag van Hoeselt
Vlag van Kortessem
Vlag van Kruibeke
Vlag van Melle
Vlag van Merelbeke
Vlag van Meulebeke
Vlag van Moerbeke
Vlag van Nazareth
Vlag van Ruiselede
Vlag van Tessenderlo
Vlag van Tongeren
Vlag van Wachtebeke
Vlag van Zwijndrecht

## Voormalige gemeenten tot 2019

Vlag van Knesselare
Vlag van Kruishoutem
Vlag van Lovendegem
Vlag van Meeuwen-Gruitrode
Vlag van Neerpelt
Vlag van Nevele
Vlag van Opglabbeek
Vlag van Overpelt
Vlag van Puurs
Vlag van Sint-Amands
Vlag van Waarschoot
Vlag van Zomergem
Vlag van Zingem

## Voormalige gemeenten tot 1983

Vlag van Berchem
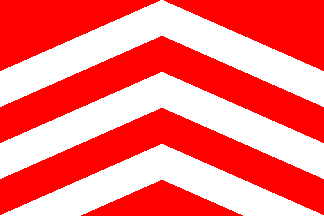
Vlag van Borgerhout
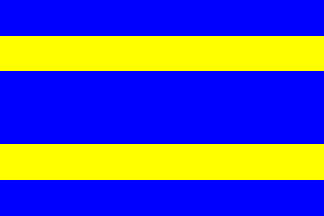
Vlag van Deurne
Vlag van Ekeren
Vlag van Hoboken
Vlag van Merksem
Vlag van Wilrijk

## Voormalige gemeenten tot 1977

Vlag van Alsemberg
Vlag van Bazel
Vlag van Jemappes
Vlag van Loenhout
Vlag van Mazenzele
Vlag van Ormeignies
Vlag van Rupelmonde
Vlag van Steendorp

## Voormalige gemeenten vóór 1977

Vlag van Berendrecht
Vlag van Laken
Vlag van Lillo
Vlag van Zandvliet